# Dadźbóg

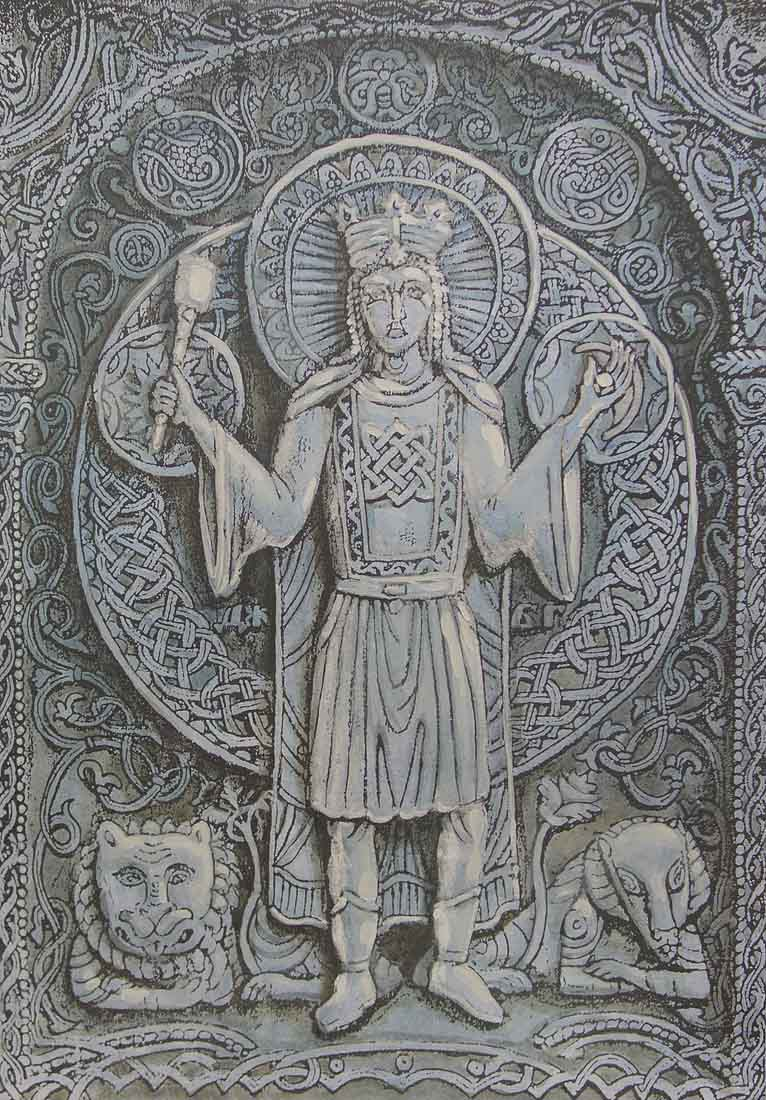
M. Priesniakow. Dażbóg. 1998

Dadźbóg, Dażbóg, Dabóg – bóstwo Słowian wschodnich. Często określany jako syn Swaroga. Według części badaczy Swarożyc i Dadźbóg to jeden i ten sam bóg, a różnica miała wynikać z regionalnych różnic kultu. Nie brak też opinii utożsamiających Dadźboga z samym Swarogiem, gdyż w źródłach ruskich Dadźbóg często utożsamiany jest ze słońcem, zaś w Powieści minionych lat w katalogu bóstw czczonych przez Włodzimierza Wielkiego widnieje Dadźbóg, a nie Swaróg. Według Słowa o wyprawie Igora książęta ruscy uważali się za „wnuków Dażboga”.
Dadźboga uważa się za bóstwo dostatku, na podstawie teonimu wywodzonego od dati-, „dać”. Drugi człon teonimu, bog odnosi się do słowa „bóg”, w znaczeniu bogactwa.
W późniejszym folklorze serbskim występuje będący prawdopodobnie reminiscencją ruskiego bóstwa Dabóg, władca ziemi i bóg zła.
Według hipotezy R. Jakobsona przekształceniem Dażboga było wzmiankowane przez Helmolda połabskie bóstwo Podaga.

## Etymologia
Od prasłowiańskiego Dad'ьbogъ (Dad'ьboga), południowosłowiańskie Dabogъ (Daboga).
Wprowadzenie chrześcijaństwa zdegradowało pierwotną nazwę bóstwa i stąd serbochorwackie (z mitologii ludowej) Dȃbōg (Dȃbog), też Dȃjbog i Dȃjbōg oraz hipotetyczne Daba, Dabo, rzadko Dàžbog „zły duch panujący nad ziemią, szatan (silan kao Gospod Bog na nebesima); bóstwo np. wilków, drobnego bydła, duch opiekuńczy kopalni”.
Nazwa osobowa Dadzbog notowana od XIII wieku (według Brücknera do XVII w.), nazwa miejscowa: Daćbogi istnieje do dzisiaj, w XVI wieku Dzadźbogi na Białostocczyźnie. Staropolskie (XV wiek) patronimicum: Dabogowięta i staroukraińskie (z XIV wieku) Дажбоговичъ.
Morfologia oraz semantyka przemawia za pierwotną formą Da-bogъ, gdzie człon pierwszy to część czasownika dati, człon drugi to bogъ „bogactwo, szczęście, dola”. Pierwotnym znaczeniem byłoby więc „dający szczęście, dolę, bogactwo, divitias dans, deus dator”.

## Dażbóg w źródłach
Wspomnienie o Dażbogu zachowało się w glosach do słowiańskiego przekładu kroniki Jana Malali z X lub XI wieku.
Pod koniec księgi pierwszej opowiada tam tłumacz, jak po potopie i rozproszeniu ludów panował w Egipcie najpierw Mestrom, po nim Jeremija (Hermes) następnie Feosta (Hefajstos), którego Egipcjanie nazywali bogiem, a następnie w początku księgi drugiej tłumacz interpolował nazwy: Dażbóg i Swaróg prawdopodobnie, by przybliżyć znaczenie słowiańskiemu czytelnikowi:
| Tekst s-c-s (transliteracja): Po umr-tvii že Feostově, egož i Svaroga naričit' [zam. naričut'] i carstvova Egiptjanom- syn- ego Solnce imenem-, egož- naričjut' Daž'bog-. Solnce že car' syn- Svarogov- eže est' Dažd'bog- bě muž' silen... chotja Svarože otca svoego zakona rassypati. Jakož- reče Omir- tvorec' o nem-, aky Daž'bog- reče obliči Afroditu bludjašču s- Ariem-. Po umertviiž- Daž'bož'i, syna Svarogova, carstvova Egiptjanom... | Polskie tłumaczenie: Po śmierci Hefajstosa, którego i Swarogiem zowią, panował Egipcjanom syn jego Słońce (Helios), którego nazywają i Dażbogiem... Słońce zaś car, syn Swarogów, który jest Dażbóg był silny mąż... nie chciał naruszyć zakonu swego ojca Swaroga... Jakoż powiedział Homer poeta o nim, że Dażbóg oskarżył Afrodytę o cudzołóstwo z Aresem... Po śmierci zaś Dażboga syna Swarogowego panował Egipcjanom Sosis. |  |

Nazwa Dażboga dwukrotnie występuje w Słowie o wyprawie Igora podczas reminiscencji. Jeden z fragmentów brzmi następująco:
| Tekst staroruski Были вечи Трояни, минула лета Ярославля; были полци Олговы, Ольга Святославличя. Той бо Олег мечем крамолу коваше и стрелы по земли сеяше; ступает в злат стремень в граде Тьмуторокане, - той же звон слыша давный великый Ярославль сын Всеволод, а Владимир по вся утра уши закладаше в Чернигове. Бориса же Вячеславлича слава на суд приведе и на ковыле зелену паполому постла за обиду Олгову, - -храбра и млада князя. С тоя же Каялы Святополкь полелея отца своего междю угорьскими иноходьцы ко святей Софии к Киеву. Тогда при Олзе Гориславличи сеяшется и растяшеть усобицами, погибашеть жизнь Даждьбожа внука, в княжих крамолах веци человекомь скратишась. Тогда по Руской земли ретко ратаеве кикахуть, но часто врани граяхуть, трупиа себе деляче, а галици свою речь гозоряхуть, хотять полетети на уедие. То было в ты рати и в ты полкы, а сицеи рати не слышано. | Przekład rosyjski Были века Трояновы, прошли лета Ярославовы; были походы Олеговы, Олега Святославича Тот ведь Олег мечом крамолу ковал и стрелы по земле сеял; ступит в золотое стремя в городе Тмутаракани - звон тот слышит старый великий Ярославов сын Всеволод, а Владимир каждое утро уши себе закладывает в Чернигове. Бориса же Вячеславича похвальба на суд привела и на ковыль-траве покров смертный зеленый постлала за обиду Олегову - храброго и юного князя. С той же Каялы Святополк прилелеял отца своего между угорскими иноходцами ко святой Софии к Киеву. Тогда при Олеге Гориславиче засевалась и росла усобицами, погибала отчина Даждьбожьего внука в крамолах княжих век человечий сокращался. Тогда по Русской земле редко пахари покрикивали, но часто вороны граяли, трупы себе деля, а галки свою речь говорили, лететь собираясь на поживу. То было в те рати и в те походы, а такой рати не слыхано. | Przekład polski Juliana Tuwima Były boje trojańskie, minęły dni Jarosława Były wojny Olega, Olega Swiatosławica. Kuł on mieczem niezgodę, strzały po ziemi rozsiewał. W złote strzemię wstępował w tmutorokańskim grodziszczu W tenże dźwięk się wsłuchiwał wielki Jarosław przed laty, Uszy przed nim zatykał Włodzimierz, kniaź w Czernichowie, Śmiercią chwalbę okupił Borys Wiaczesławowic: Padł, bo skrzywdził Olega, dorodnego wiciądza, Pościeliła mu sława gzło śmiertelne na łące, I z tej łąki zielonej na węgierskich rumakach Wiózł Światopełk rodzica do Świętej Zofii w Kijowie. Oleg waśnie zasiewał - i zbierał plon, Biadosławic Bo marnęło, ginęło dobro wnuków Dadźboga I w książęcych rozterkach wiek się skracał człowieczy. Rzadko wtedy na Rusi wołali w polu rataje, Ale kruki żarłoczne często na trupach krakały Po wroniemu skrzeczały wrony, węszące padlinę. Tak to ongi bywało, za dawnych bitew i wojen. |  |